# Mont Endeavour
Pour les articles homonymes, voir Endeavour.
Le mont Endeavour est le point culminant du chaînon Kirkwood, à 1 810 mètres d'altitude, en terre Victoria, dans la chaîne Transantarctique.
Le nom est donné au massif montagneux constituant la partie méridionale du chaînon Kirkwood par l'équipe néo-zélandaise de l'expédition Fuchs-Hillary en octobre 1957 mais, sur les cartes postérieures, il est appliqué à son sommet le plus élevé. Ils sont tous deux nommés en hommage au HMNZS Endeavour, anciennement John Biscoe, navire d'approvisionnement de l'expédition.